# قارقورساق
قارقورساق هي بلدة في مقاطعة جاركورغان في ولاية صرخنداريا في أوزبكستان.